# Анка Барна
Анка Барна (рум. Anca Barna, нар. 14 травня 1977) — колишня німецька тенісистка румунського походження. 
Найвищу одиночну позицію рейтингу WTA — 46 місце досягнула 12 квітня 2004, парну — 119 місце — 21 квітня 1997 року.
Завершила кар'єру 2005 року.

## Фінали турнірів WTA

### Одиночний розряд: 1 (0–1)
| Легенда: Перед 2009         | Легенда: З 2009       |
| --------------------------- | --------------------- |
| Турніри Великого шолома (0) |                       |
| WTA Championships (0)       |                       |
| Tier I (0)                  | Premier Mandatory (0) |
| Tier II (0-0)               | Premier 5 (0)         |
| Tier III (0)                | Premier (0)           |
| Tier IV & V (0-1)           | International (0)     |

| Результат | Ранг | Дата           | Championship             | Покриття | Опонент in the final | Рахунок in the final |
| --------- | ---- | -------------- | ------------------------ | -------- | -------------------- | -------------------- |
| Поразка   | 1.   | 14 квітня 2002 | Estoril Open, Португалія | Ґрунт    | Магі Серна           | 4–6, 2–6             |

## Фінали ITF
| Турніри $100,000 |
| Турніри $75,000  |
| Турніри $50,000  |
| Турніри $25,000  |
| Турніри $10,000  |

### Одиночний розряд: 6 (2–4)
| Результат | Ранг | Дата             | Турнір                      | Покриття  | Опонент              | Рахунок       |
| Поразка   | 1.   | 1 листопада 1993 | Vilamoura, Португалія       | Тверде    | Ріта Гранде          | 0–6, 2–6      |
| Поразка   | 2.   | 12 червня 1994   | Казерта, Італія             | Ґрунт     | Неус Авіла           | 1–6, 2–6      |
| Перемога  | 3.   | 2 серпня 1998    | Ле-Контамін-Монжуа, Франція | Тверде    | Любомира Бачева      | 7–6, 6–1      |
| Поразка   | 4.   | 20 вересня 1998  | Оточець, Словенія           | Ґрунт     | Єлена Костанич-Тошич | 4–6, 6–7      |
| Поразка   | 5.   | 20 грудня 1998   | Průhonice, Чехія            | Килим (i) | Алена Вашкова        | 4–6, 3–6      |
| Перемога  | 6.   | 5 листопада 2000 | Гейвард (Каліфорнія), США   | Тверде    | Дон Бут              | 5-3, 4-2, 5-3 |

### Парний розряд 6 (2–4)
| Результат | Ранг | Дата              | Турнір                     | Покриття   | Партнер       | Опоненти                         | Рахунок       |
| Поразка   | 1.   | 21 вересня 1992   | Клуж-Напока, Румунія       | Ґрунт      | Адріана Барна | Martina Hautova Susi Lohrmann    | 4–6, 1–6      |
| Перемога  | 2.   | 15 липня 1996     | Дармштадт, Німеччина       | Ґрунт      | Адріана Барна | Ленка Ценкова Павліна Райзлова   | 4–6, 6–3, 6–3 |
| Перемога  | 3.   | 23 вересня 1996   | Бухарест, Румунія          | Ґрунт      | Адріана Барна | Віраг Чурго Юлія Лютрова         | 4–6, 6–1, 6–0 |
| Поразка   | 4.   | 9 грудня 1996     | Зальцбург, Австрія         | Килим (i)  | Адріана Барна | Мір'яна Лучич-Бароні Чанда Рубін | 3–6, 2–6      |
| Поразка   | 5.   | 9 грудня 1998     | Тітізе-Нойштадт, Німеччина | Килим (i)  | Адріана Барна | Квета Пешке Гелена Вілдова       | 4–6, 3–6      |
| Поразка   | 6.   | 29 листопада 1999 | Cergy Pontoise, Франція    | Тверде (i) | Адріана Барна | Ясмін Вер Ева Дірберг            | 6–2, 2–6, 4–6 |

## Результати особистих зустрічей
- Домінік Монамі 0-1
- Моніка Селеш 0-1
- Серена Вільямс 0-2
- Вінус Вільямс 0-1
- Анастасія Мискіна 0-1
- Кім Клейстерс 0-2
- Надія Петрова 1-1
- Олена Дементьєва 1-1
- Жустін Енен 0-3
- Єлена Янкович 0-1